# Слуга Милутин
Слуга Милутин је народна епска пјесма. Припада пјесмама покосовског циклуса због тога што је настала послије Косовског боја. Пјесма се бави злом судбином и смрћу српских јунака који су учествовали у боју на Косову.

## Структура
На почетку пјесме представљени су црни гавранови који долијећу на кулу кнегиње Милице. Они говоре о смрти српских јунака. Након доласка гаврана у кулу долази слуга Милутин.
```
„Скин’ ме, госпо, са коња витеза,

Умиј мене студеном водицом,

И залиј ме црвенијем вином;

Тешке су ме ране освојиле.”
```

Он носи десну у лијевој руци и јаше на крвљу покапаном коњу. Овим призором је исказана страшна слика Косовског боја. На Миличина питања о српским јунацима и боју, он одговара о херојству српских јунака, посебно Милоша Обилића који је убио султана Мурата. Такође говори о страшним жртвама и губицима. 
У овој пјесми је доста коришћена стилска фигура градација приликом исказивања јунаштва српских војника. На крају пјесме градација завршава преокретом са стиховима који описују издају Вука Бранковића.